# PackJacket
PackJacket  es una aplicación de open source para crear plataformas Instaladores de Java. El instalador generado puede ser un JAR o un EXE.
PackJacket se encarga del código XML, compilándolo a Java y convirtiéndolo en un archivo ejecutable para generar de forma rápida y sencilla instaladores.
PackJacket está liberado bajo los términos de la licencia GPL.

## Características

### Generales
- GUI Multiplataforma - confirmado apto para trabajar en Windows Vista, Windows 7 y Ubuntu.
- Guardado de configuraciones.
- Creación de instaladores EXE, XML, JAR.
- Software abierto, con licencia GPL.

### Agregar instalador
- Información general (es decir, nombre, versión, sitio Web).
- Autores de aplicación
- Licencia y paneles de información en forma de texto o html.
- Dimensiones del instalador.
- Idiomas en los cuales estará disponible el Instalador.
- Surtido de paneles comunes.
- Métodos abreviados (teclas de acceso directo) de Windows/Unix.
- Cambio de aspecto dependiendo del sistema operativo del usuario.
- Elección de encabezado (texto e imágenes) de instalador.
- Contador de pasos o Step Counter (por ejemplo, paso 3 de 7) en forma de texto o progreso en la barra.
- El logotipo en la pantalla de selección de idioma.
- La imagen en el lado del instalador.
- El instalador puede ser dividido.
- Paquetes, véase en la siguiente sección.
- Entrada de usuario para obtener algunas entradas de información del usuario.
- Procesos en ejecución

### Paquetes incluidos
- Información general (es decir, nombre, descripción, obligatoria, preseleccionada).
- Icono
- De qué paquetes depende.
- En cuál sistema operativo instalar el programa.
- Agregar archivos, directorios.
- Cambiar el nombre de un archivo una vez instalado.
- En qué sistema operativo instalar el archivo.
- Padres de paquetes
- Hacer cualquier archivo ejecutable.